# Megachile manifesta
Megachile manifesta är en biart som beskrevs av Cresson 1878. Megachile manifesta ingår i släktet tapetserarbin, och familjen buksamlarbin. Inga underarter finns listade i Catalogue of Life.